# Emanuel Truhlář
Emanuel Truhlář (16. prosince 1903 Nová Včelnice – 2. října 1942 Věznice Plötzensee) byl český odbojář z období druhé světové války popravený nacisty.

## Život

### Mládí
Emanuel Truhlář se narodil 16. prosince 1903 v Nové Včelnici na Jindřichohradecku do nezámožné rodiny jako jeden z desíti sourozenců. Vychodil obecnou školu ve svém rodišti, měšťanskou školu v Kamenici nad Lipou a vystudoval obchodní školu v Jindřichově Hradci. Byl členem Sokola a spoluzakladatelem novovčelnického Skauta.

### Podkarpatská Rus
Základní vojenskou službu ukončil Emanuel Truhlář v roce 1920, poté ho osud zavál na Podkarpatskou Rus, kde pracoval jako úředník státní nemocnice v Nerejově, později jako kontrolor a správce ústavu, a kde vstoupil do služeb československé vojenské zpravodajské služby. Oženil se. Byl aktivní během ozbrojených střetů s Maďary na podzim 1938 při zajištění evakuace Berehovské nemocnice, zajišťování vojenského materiálu a financí, získávání a předávání zpravodajských informací i v přímém boji se zbraní v ruce. Maďaři na jeho hlavu vypsali odměnu ve výši 1000 pengő. Po 15. březnu 1939 byl společně s dalším nemocničním personálem nucen se evakuovat přes Rumunsko a Jugoslávii.

### Protinacistický odboj
Po návratu do Prahy se Emanuel Truhlář zapojil do vojenské odbojové organizace Obrana národa. Spolupracoval ve zpravodajské činnosti, ukrývání vojenského materiálu, pomáhal emigrujícím z protektorátu, budoval síť spolupracovníků v Čechách i na Slovensku, udržoval styky se zahraničím. Přijal krycí jméno Emil Trnka a do určité doby úspěšně unikal zatčení. Zatčen gestapem byl náhodně během schůzky s dalšími odbojáři, kteří byli původním cílem. Vězněn a vyslýchán byl v pankrácké věznici, odkud se mu podařilo poslat několik motáků. Není známo, že by během brutálních výslechů cokoliv prozradil. Následně byl vězněn v Drážďanech, Gollnowě. Dne 23. dubna 1942 byl lidovým soudním dvorem v Berlíně, jehož členem byl mj. dr. Otto Georg Thierack, odsouzen za velezradu k trestu smrti a 2. října téhož roku popraven gilotinou v berlínské věznici Plötzensee.

## Posmrtná ocenění

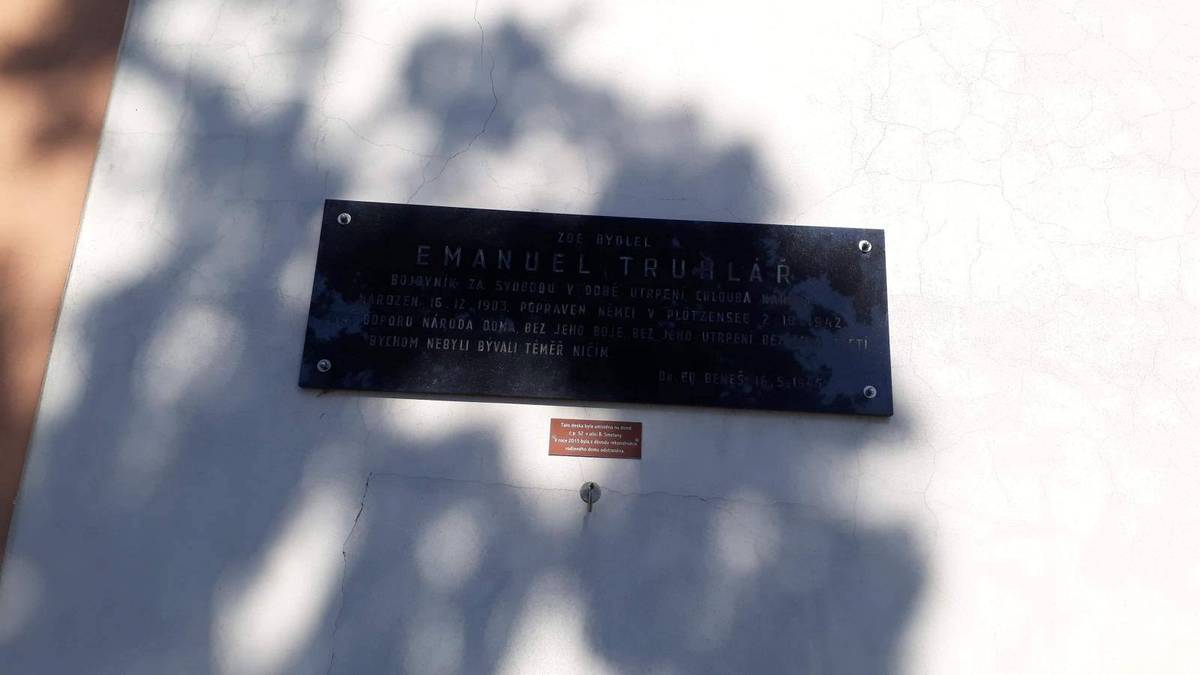
Pamětní deska Emanuela Truhláře v Nové Včelnici

- Dne 9. listopadu 1947 byla domě čp. 33 v Nové Včelnici, kde bydlel, odhalena Emanuelu Truhlářovi pamětní deska[1]